# プブリウス・コルネリウス・ドラベッラ (紀元前44年の補充執政官)
プブリウス・コルネリウス・ドラベッラ（ラテン語: Publius Cornelius Dolabella、紀元前69年ごろ - 紀元前43年）は紀元前1世紀中期の共和政ローマの政治家・軍人。紀元前44年に補充執政官（コンスル・スフェクト）を務めた。

## 出自
パトリキ（貴族）であるコルネリウス氏族の出身。コルネリウス氏族はエトルリアから来たと思われる。ドラベッラというコグノーメン（第三名、家族名）が確認できるのは紀元前283年の執政官プブリウス・コルネリウス・ドラベッラが最初である。コグノーメンはラテン語の「dolabra」（斧）に由来すると思われる。
カピトリヌスのファスティによれば、ドラベッラの父のプラエノーメン（第一名、個人名）はプブリウスで、祖父は不明である。おそらく父プブリウスは紀元前69年にプラエトル（法務官）を務め、翌年にアシア属州総督を務めた人物と思われる。

## 経歴

### 初期の経歴
アッピアノスは、紀元前44年春の時点で、ドラベッラを25歳としている。このことから、歴史学者はドラベッラの生誕年を紀元前69年と推定している。若い頃のドラベッラは評判の悪い人物であった。おそらく金のために、10歳年上の女性と結婚し、殺人罪で2度も裁判にかけられた。どちらの裁判でもキケロが弁護を行ったが、その詳細は不明である。ドラベッラは「黄金の若者」の一人で、マルクス・アントニウス、ガイウス・スクリボニウス・クリオ、マルクス・カエリウス・ルフスの友人であった。
紀元前51年の中頃には、ドラベッラは神事遂行十五人委員会（quindecimviri sacris faciundis）のメンバーの1人であったことがわかっている。同年末、ドラベッラは世間の注目を集めようと、前キリキア属州総督アッピウス・クラウディウス・プルケル「ローマ人の威厳を傷つけた」として告訴した。プルケルは帰国したばかりであり、またケンソル（監察官）選挙の立候補を予定していた。義理の息子の一人に小ポンペイウスがおり、したがってポンペイウス派に非常に近かった。
この出来事に関する、キケロの書簡が残っている。キケロはプルケルの後を継いでキリキア総督となっていた。プルケルが告訴されたという報告と共に、キケロは彼の一人娘のトゥリアがドラベッラと婚約したことも知った。このためドラベッラは前妻と離婚していた。キケロはプルケル宛の書簡で、娘の婚約に関しては何も知らなかったと述べている。相手は若すぎるし、それに評判も悪いため、キケロにとっては何のメリットはなにもない。一方でドラベッラは1回目の結婚と同じく金が目当ての可能性が大きい。その後の数年間、キケロからトゥリアの持参金を手に入れようと、ドラベッラは様々なことを試みている。
結局紀元前50年5月に、二人の結婚式が行われた。ほぼ同時期にプルケルの裁判の手続きが進んでいた。マルクス・ユニウス・ブルトゥスとクィントゥス・ホルテンシウス・ホルタルスがプルケルの弁護を行った、ドラベッラはキケロとマルクス・ケリウス・ルフスに援助を求めたが断られ、結果プルケルは無罪となった。

### 内戦
紀元前49年、カエサルとポンペイウスの内戦が始まる。カエサルはガリア・キサルピナからイタリア本土に軍を移動させた。ドラベッラは既に1月22日にはカエサル支持を公にしており、カエサル側についた最初の一人であった。一方で義父であるキケロはポンペイウス側についており、娘と妻をローマに残してバルカン半島に向かった。キケロはティトゥス・ポンポニウス・アッティクス宛書簡の中で、妻子が苦しむことのないようドラベッラに期待していることを表明している。
キケロはカエサル派である義理の息子のドラベッラから非難されていた。ポンペイウスはキケロに対して「君の婿はどこにいる」嘲笑を込めて言ったことがある。キケロは「あなたの養父（カエサルのこと。このときは既に死去していたが、カエサルの娘ユリアはポンペイウスの妻であった）と一緒にいる」と答えた。一方でドラベッラはキケロに何度も手紙を書き、カエサルとの和解を促している。
カエサルはヒスパニアに向かったが、アドリア海を見張る2つの艦隊の内の1つの指揮をドラベッラに委ねた（もう一人はガイウス・アントニウス）。しかしポンペイウス側のマルクス・オクタウィウスとルキウス・スクリボニウス・リボに、クリクタ島沖の海戦で敗れた。ガイウス・アントニウスは捕虜となったが、ドラベッラはイタリアに逃れることが出来た。その年の終わりには、ドラベッラはカエサルと共にブルンディシウムからイリュリアに渡り、デュッラキウムの戦いに参加した。キケロはこの街にいたため、ドラベッラは再び書簡を書いてカエサル側に来るよう説得した。結局キケロはカエサルにつくが、ドラベッラがこの仲介役を務めている。その後ファルサルスの戦いにも参加し、その後イタリアに戻った。おそらくは病を得たものと思われる。
ローマに戻ったドラベッラは護民官に立候補することとした。このためプレブス（平民）系氏族に養子に入った。いくつかの古代資料では、彼をレントゥルスと呼んでいる。このためプレブス系のレントゥルス家と養子縁組をしたと思われるが、養父母についての正確な情報はない。結果、ドラベッラは護民官に選出され、紀元前48年12月10日に就任した。紀元前47年に入るとすぐ、ドラベッラは賃貸料の値下げと借金の清算を含む、社会改革計画を打ち出した。これらの政策は、同僚の一人であるルキウス・トレベッリウス・フィデスの反対を受けた。不在のディクタトル（独裁官）カエサルの代理として当時ローマを管理していたのは、マギステル・エクィトゥム（独裁官副官）のマルクス・アントニウスであったが、何もしなかった。カエサルは自身の利益のためにはフィデスを支持するべきだったのだが、一方でドラベッラとは親しくしていた。結果として、両者の支持者の間で街頭での衝突が発生した。ここに至ってアントニウスは非常事態を宣言し、軍隊を街に送り込んで動乱を鎮圧し、800人を殺害した。アントニウスの妻がドラベッラと不貞行為をしたことが要因となったかもしれない 。何れにせよ、ある元老院会議で、アントニウスはかつて友人であったドラベッラに対する憎しみを抱いていたと述べている。
紀元前47年9月中旬にカエサルはローマに戻った。カエサルはドラベッラを許したが、手元に置いておくことにした。すぐにドラベッラはカエサルと共にアフリカ属州に渡り、タプススの戦いに参加した。紀元前46年6月にはイタリアに戻り、アウルス・ヒルティウスと共にトゥスクルムのキケロの別荘を訪ねた。11月にはカエサルに従ってヒスパニアに出征した。しかしドラベッラはそこで負傷した。
このため、紀元前45年の夏にはドラベッラはイタリアに戻った。おそらくこの際に、これまでの貢献に対する物質的な報酬をカエサルから受け取ったと思われる。それまでは借金ばかり抱えていたのに、これ以降は多くの土地を所有していたと古代の資料に書かれているからである。しかし、最大の報酬は、紀元前44年に補充執政官である。パルティアとの戦いにカエサルが出征した後、ドラベッラがカエサルの後任として執政官に就任することになっていた。もう一人の執政官であったアントニウスは、カエサルのこの個人的決定に反対していた。紀元前44年1月1日の元老院会議で、アントニウスは補充執政官選挙のための民会の招集を認めない、あるいはこの選挙の手続が不適切であると発言している。3月15日の元老院会議で、カエサルはこの問題を議論することとしていたが、その会議の冒頭に殺害されてしまった。

### カエサル暗殺後
カエサルの暗殺後、誰にとっても意外であったが、ドラベッラは暗殺者達を支持した。暗殺者達が「王と僭主を殺した」と叫んでローマの街を駆け抜けると、ドラベッラも彼らに加わった。ドラベッラは必要な手続きが完了していなかったにもかかわらず、執政官の服を着ていた。アッピアノスによれば、カピトリヌスで民衆に対して演説した際には、「暗殺者達に完全に同意しているが、物理的には殺害に参加しなかったのは不本意であった」ふりをしていた。翌3月16日、ドラベッラは暗殺側（共和政支持派）のブルトゥスおよびガイウス・カッシウス・ロンギヌスと、カエサル派のアントニウスとマルクス・アエミリウス・レピドゥスの交渉を仲介した。結果、両派の主張に関する議論は、元老院で行われることとなった。
その後数ヶ月の間に、ドラベッラとアントニウスは再び親密な関係を築いていった。二人の執政官は協力してアマティウスと言う人物に対抗した。この男はガイウス・マリウスの孫であると主張し、カエサルの死を嘆く貧しい人々の間に多くの支持者を獲得していた。おそらく4月の中頃にアマティウスは殺害され、支持者たちも消散した。ドラベッラは、カエサルの遺体が火葬された場所に庶民が建てていた柱の破壊に、自らも加わった。この行動のため、キケロはドラベッラが共和政支持者に加わったと考えた。5月1日付けのアッティクス宛の書簡には、「ああ、私の素晴らしいドラベッラ！」と書いている。2日後の手紙でも、キケロはドラベッラを称賛し、励ましている。キケロはドラベッラを友人とみなし、国家全体が彼に期待を寄せていると考えていた。しかし同月中にも、二人の関係は再び悪化した。ドラベッラはトゥリアと離婚していたが持参金の返還を拒否し、次第にアントニウスと歩調を合わせることが多くなった。
暗殺者達が東方属州の支配権を確立し始めると、アントニウスは元老院にドラベッラをシリア属州総督に任命させた。おそらく5年の任期であったと思われる。元の養父であるキケロと対立したくなかったドラベッラは、キケロをレガトゥス（副官）に任命し（紀元前44年6月2日）、自分が良しと思った命令のみを実行すれば良いと述べた。しかし結局キケロはシリアには行かなかった。
ドラベッラも直ちにシリアに向かったわけではない。ドラベッラが9月2日の元老院会議を主催したことがわかっている。このときキケロは最初の『ピリッピカ（アントニウス弾劾）』演説を行っている。この演説においても、9月19日の2回めの『ピリッピカ』においても、キケロはドラベッラに対しては敬意を持って話しており、明らかに2人の執政官を仲違いさせることを望んでいた。
紀元前44年秋、ロンギヌスがシリア属州を狙っていることが分かり、ドラベッラは任地に向かうこととなった。10月25日の時点ではフォルミア近郊の別荘にいたが、その後すぐにシリアへ向かった。その途中でギリシアのアルゴスに立ち寄り、トラキアのディオメーデースの人喰い馬の子孫とされる馬を購入した。

この馬は並外れた大きさだった。高い首、毛色は鹿毛で、太くて艶やかなたてがみを持ち、その他の点でもどの馬よりも優れていたという。しかしその馬は、持ち主がは誰であろうと、その家、家族、所有物すべてを完全に破滅させてしまうという運命を持っていた。
アウルス・ゲッリウス『アッティカ夜話』、III, 9, 4-5.

この馬のことを知ったドラベッラはこれを購入したいと思い、わざわざアルゴスに行き、10万セステルティウスを支払った。ドラベッラはその後シリアのラオディケイアでロンギヌスに敗れ、戦死した。アウルス・ゲッリウスによると、この馬はロンギヌスの手に渡り、続いてロンギヌスに勝利したアントニウスの手に渡ったという。そしてそのアントニウスも、結局は悲惨な最後を遂げた。
ドラベッラはギリシアからマケドニア、トラキアを通って、11月か12月にアシア属州に入った。予定では、カエサルがパルティアとの戦争のためにマケドニアに置いていた6個軍団がドラベッラの指揮下に入るはずであったが、アントニウスがこの軍団をイタリアでの戦争に転用することとしたため、ドラベッラには1個軍団が与えられたのみであった。このときルキウス・コルネリウス・キンナ（紀元前44年法務官、またはその子の紀元前32年補充執政官）が騎兵500をドラベッラに送ろうとしたが、ブルトゥスに奪われた。
アシア属州総督はカエサル暗殺犯の一人であるガイウス・トレボニウスであった。トレボニウスはドラベッラがペルガモンとスミルナに入ることを拒絶したが、食料は提供した。ドラベッラは軍資金を必要としており、アシアの裕福な都市から調達するつもりであったが、それを拒否されたためにいくつかの要塞を攻撃した。これには失敗したものの、夜間にスミルナを奇襲し、戦うことなく占領することに成功した。トレボニウスはここにいたが、殺害されて首を晒された。
スミルナの占領は紀元前43年1月中旬頃のことであった。このニュースは約1カ月後にローマに届き、非常に強い印象を与えた。クィントゥス・フフィウス・カレヌスの提案で、元老院はドラベッラを敵と宣言した。その翌日、キケロは第11回目の『ピリッピカ』演説を行い、ロンギヌスにドラベッラとの戦争を任せることを提案したが、この提案は却下された。
一方で兵士たちから「インペラトル」（勝利将軍）と呼ばれたドラベッラは、ロンギヌスとの戦争に備えるために、アシアで精力的に軍資金や兵士、船を集めた。現地の都市は彼を支持し、ロードスやユダヤも彼を支持した。隷下の軍隊は2個軍団に増えた。しかし、アウルス・アッリエヌスがエジプトから引き連れてきた4個軍団は、ロンギヌスに降伏した。この4個軍団を併せたロンギヌスに対し、ムティナの戦いでアントニウスが敗北した後、元老院は正式にシリア総督に任命し、全軍の指揮を任せた。
ドラベッラはリュキアに艦隊を集結させ、キリキアに上陸した（紀元前43年5月）。そこでアンティオキアを包囲したが、陥落させることはできなかった。戦闘での損失だけでなく兵士の脱走のために兵力を減らしていたドラベッラは、12個軍団を有するロンギヌスの接近を知ると、ラオディケイアに退却した。この都市はカエサル派を支持しており、半島に位置していたので、防御が容易であった。ロンギヌスははラオディケイアの周囲に壁を築いて包囲した。この間に2回の海戦があり、最初は引き分けとなったが、2回めでドラベッラは敗北した。ドラベッラがエジプト女王クレオパトラに救援を求めたことが知られている。古代資料には、クレオパトラは救援艦隊を送ることができたとするものも、向かい風のために到着が遅れたとするものもある。ロンギヌスはラオディケイアの城門を守っていたケントゥリオ（百人隊長）達を買収し、街に突入した。これを知ったドラベッラは、護衛の一人に自身を殺すように命じた。
ロンギヌス軍のレガトゥス（副司令官）の一人であったプブリウス・コルネリウス・レントゥルス・スピンテルからキケロに宛てた手紙の日付から、ドラベッラが死去したのは紀元前43年6月2日以前であったことが分かる。にもかかわらず、オクタウィアヌスは同年8月19日にドラベッラを元老院に復帰させている。おそらくドラベッラの死に関する情報は、長い間ローマに届かなかったのであろう。

## 人物
ドラベッラは背が低かった。キケロは彼が長い剣を身につけているのを見て、「私の義理の息子を剣に縛り付けたのは誰だ」と冗談を言ったことがある。プルタルコスによると、ドラベッラは肥満であった。キケロはドラベッラがカエサル側に加わることを決めたことを批判したが、同時にカエサル派を裏切らなかった誠実さは称賛に値するものとしている。
歴史学者A. エゴロフは、ドラベッラをアントニウス、クリオ、マルク・ケリウス・ルフス、ロンギヌスとともに、紀元前49年から48年に登場し、金銭と権力への接近という形で報酬を得ていたカエサルの「若い弟子たち」のグループに位置づけている。カエサルはこれらのグループとの関係で一定の利権を与え、アントニウスとドラベッラを執政官ににんじている。同時に、高齢の支持者たちも、若者に対するカウンターバランスとして利用していた。

## 家族
最初の結婚相手であるファビアとの間には、息子があり、この人物が、紀元前35年の補充執政官で、紀元前30年にオクタウィアヌスのエジプト遠征に参加したプブリウス・コルネリウス・ドラベッラである可能性がある。ドラベラの二番目の妻トゥリアは、紀元前49年5月17日、妊娠7か月で出産した。出産事態は順調であったが、キケロはアッティクスに「生まれた子は非常に弱い」と書き送っている。どうやらその子はすぐに死亡したようである。紀元前46年10月に離婚が成立し、45年1月には、トゥリアは次男を出産したが、紀元前45年半ば以降の記録はない。

## 参考資料

### 古代の資料
- ルキウス・アンナエウス・フロルス『700年全戦役略記』
- アッピアノス『ローマ史』
- クィントゥス・アスコニウス・ペディアヌス『キケロ演説に対する注釈書』
- アウルス・ゲッリウス『アッティカ夜話』
- カピトリヌスのファスティ
- カッシウス・ディオ『ローマ史』
- ティトゥス・リウィウス『ローマ建国史』
- マクロビウス『サトゥルナリア』
- プルタルコス『対比列伝』
- マルクス・トゥッリウス・キケロ『アッティクス宛書簡集』
- マルクス・トゥッリウス・キケロ『友人宛書簡集』
- マルクス・トゥッリウス・キケロ『ブルトゥス』
- マルクス・トゥッリウス・キケロ『ピリッピカ』
- ガイウス・ユリウス・カエサル『内乱記』

### 研究書
- Bobrovnikova T. Scipio African. - M .: Young Guard, 2009 .-- 384 p. - ISBN 978-5-235-03238-5.
- Grimal P. Cicero. - M .: Young Guard, 1991 .-- 544 p. - ISBN 5-235-01060-4.
- Dmitrenko V. Rulers of Rome. The reign of Octavian Augustus and the Julian-Claudian dynasty. - M .: AST, 2004 .-- 781 p. - ISBN 5-17-025854-2.
- Egorov A. Julius Caesar. Political biography. - SPb. : Nestor-History, 2014 .-- 548 p. - ISBN 978-5-4469-0389-4.
- Utchenko S. Julius Caesar. - M .: Mysl, 1976 .-- 365 p.
- Broughton T. Magistrates of the Roman Republic. - New York, 1952. - Vol. II. - P. 558.
- Münzer F. Cornelius 130 // Paulys Realencyclopädie der classischen Altertumswissenschaft . - 1900 .-- T. VII . - S. 1296-1297.
- Münzer F. Cornelius 140 // Paulys Realencyclopädie der classischen Altertumswissenschaft . - 1900 .-- T. VII . - S. 1300.
- Münzer F. Cornelius 141 // Paulys Realencyclopädie der classischen Altertumswissenschaft . - 1900 .-- T. VII . - S. 1300-1308.
- Burr Marsh, Frank (1922). The Founding of the Roman Empire (Second ed.). University of Texas. p. 302. ISBN 0722224311.